# Milbertshofen-Am Hart

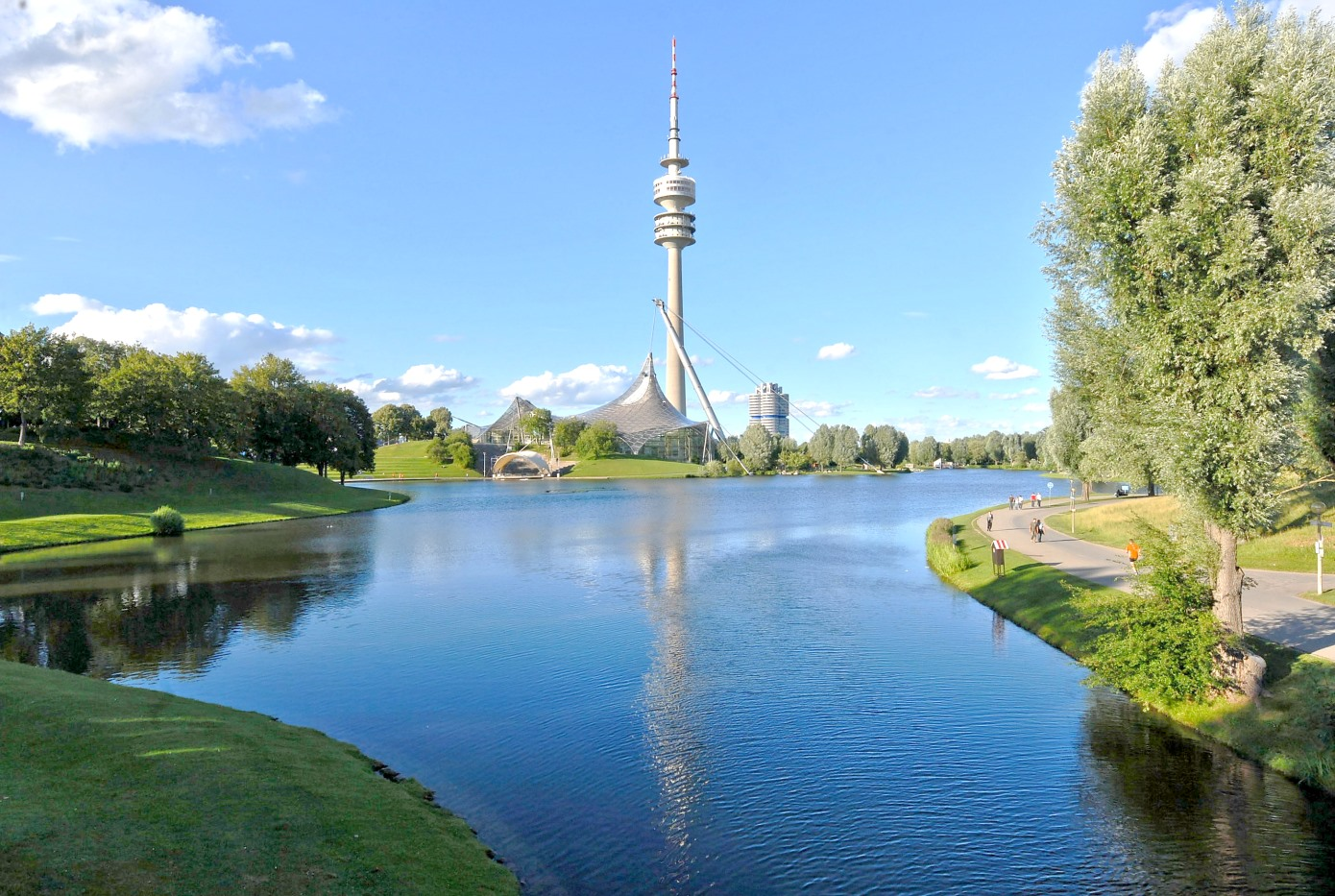
Olympiapark

Milbertshofen-Am Hart, Stadtbezirk 11 Milbertshofen-Am Hart – 11. okręg administracyjny Monachium, w Niemczech, w kraju związkowym Bawaria. W 2013 roku okręg zamieszkiwało 73 617 mieszkańców.

## Gallerie

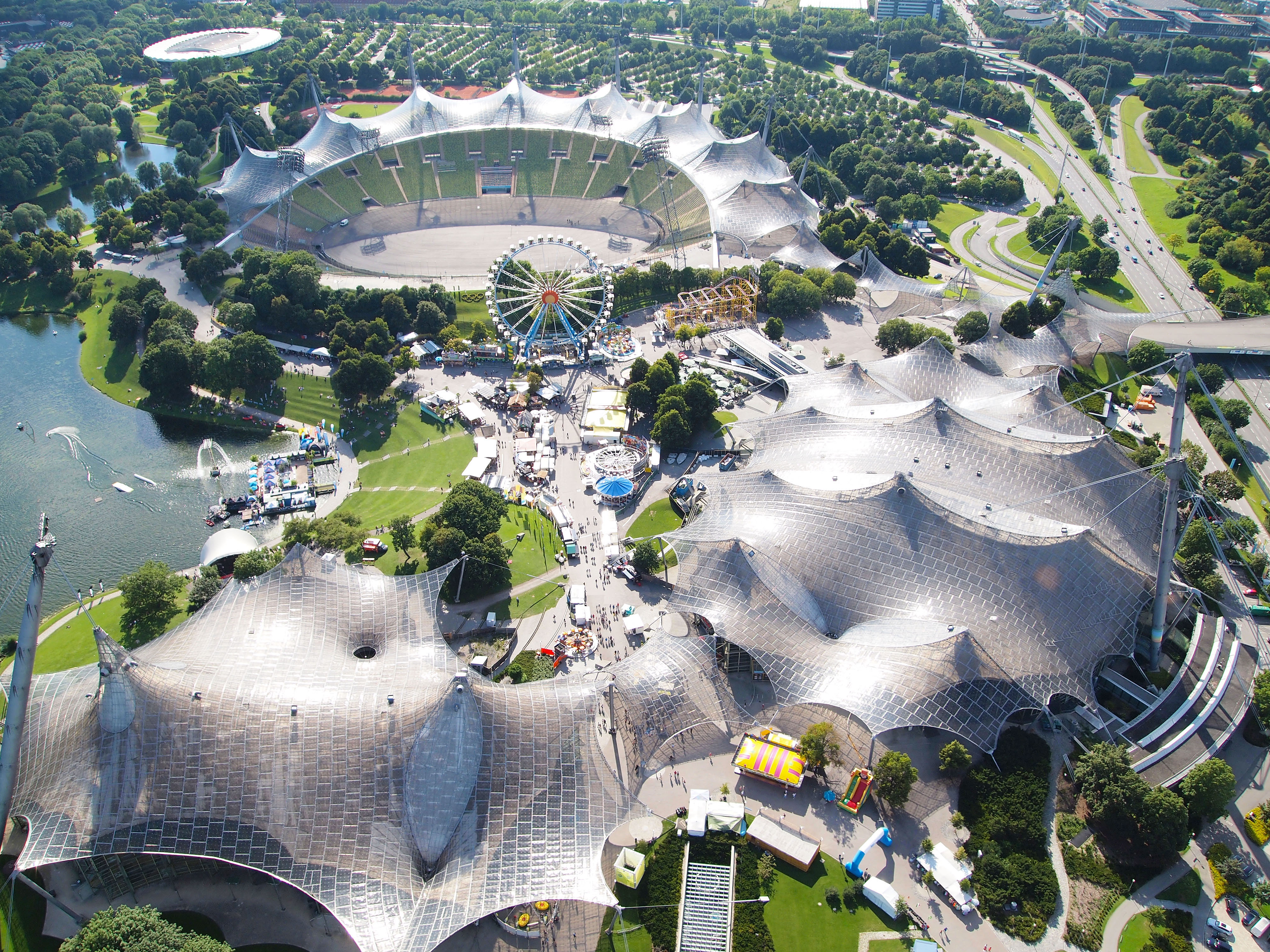
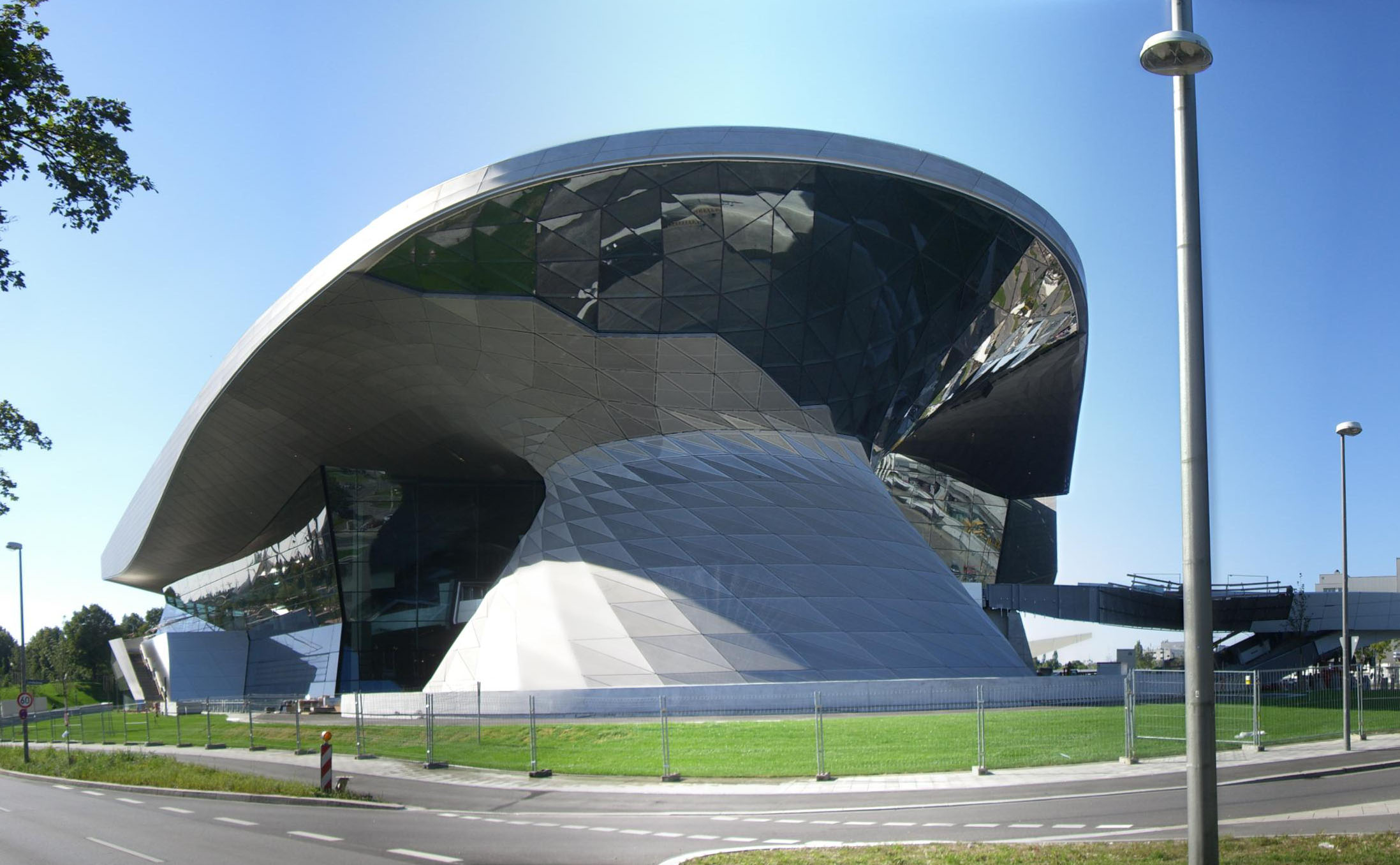
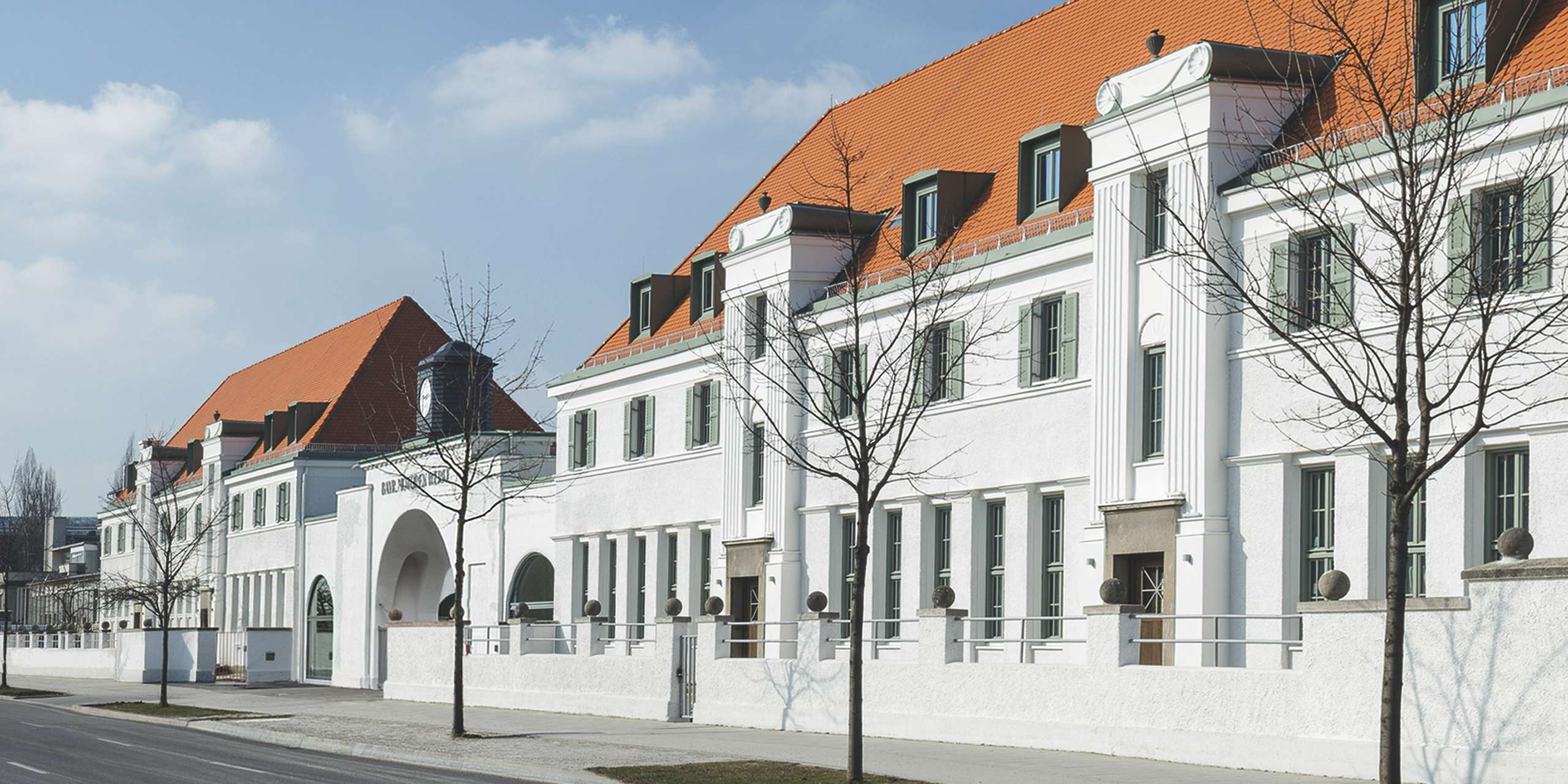
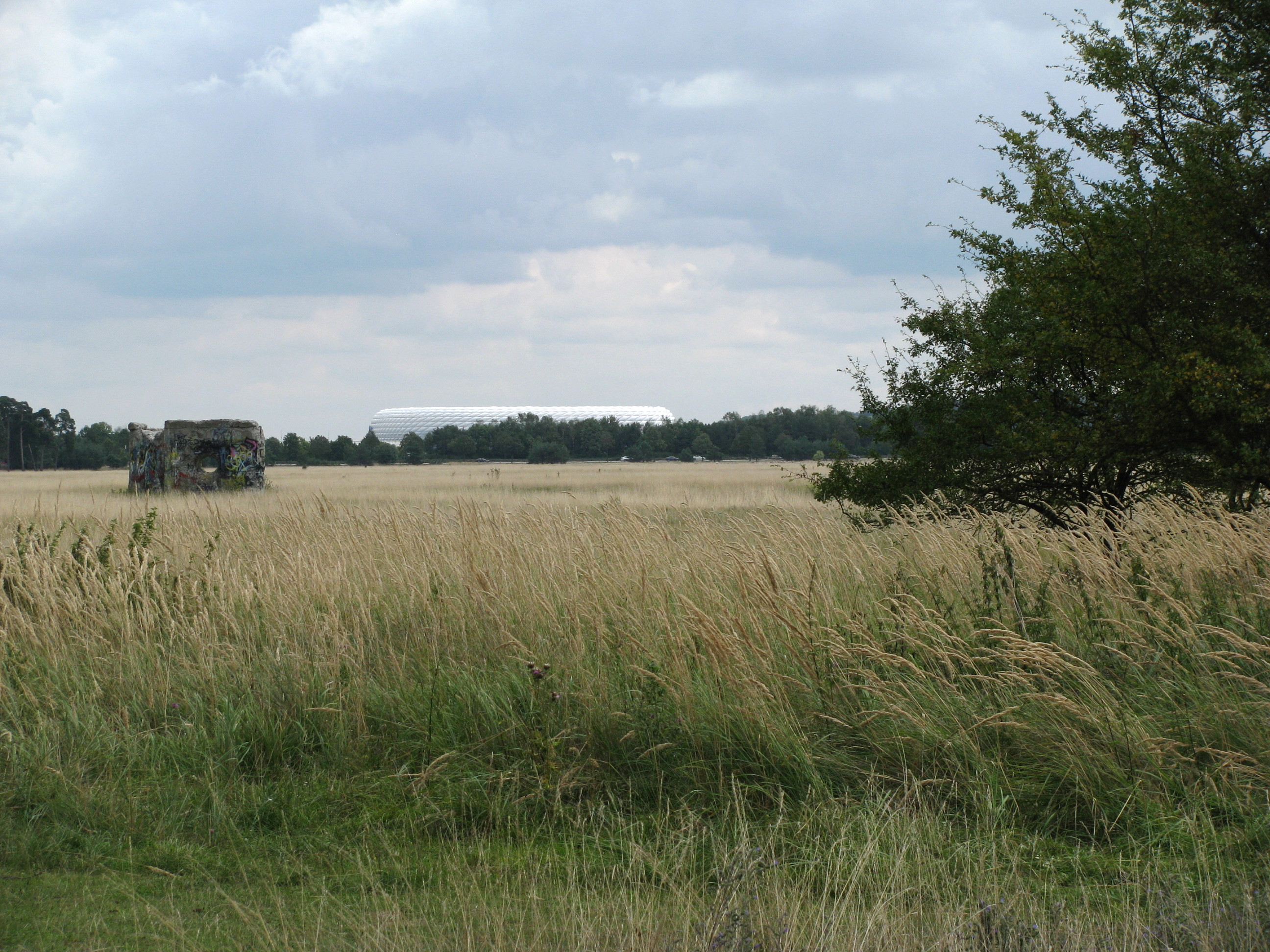
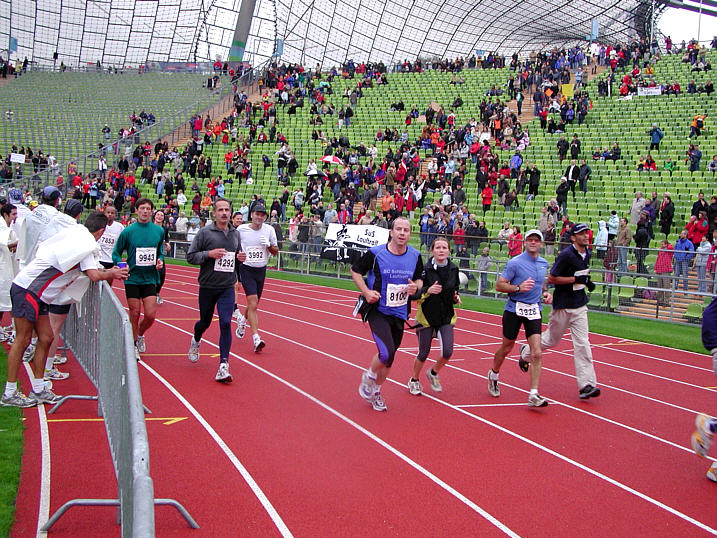